# Bahnradsport-Weltmeisterschaften 1998
Die Bahnradsport-Weltmeisterschaften 1998 fanden vom 26. bis 30. August 1998 im Stadium Vélodrome de Bordeaux Lac in Bordeaux statt. 32 Nationen waren in zwölf Disziplinen am Start. Rund 30 000 Zuschauer besuchten die Wettkämpfe.
Dominierende Mannschaft der WM war die französische Mannschaft vor heimischem Publikum, das von den Sportlern anderer Länder vielfach als „zu nationalistisch“ empfunden wurde. Frankreich errang allein sechs Goldmedaillen.
Zu einem Eklat kam es bei der Mannschaftsverfolgung im kleinen Finale um Platz drei: Die italienische Mannschaft legte Protest ein, da die französische Mannschaft regelwidrig kurzfristig einen Fahrer ausgetauscht hatte. Der Protest wurde anerkannt, so dass das französische Team nur mit drei Fahrern hätte starten dürfen. Daraufhin ging die französische Mannschaft gar nicht erst an den Start. Der Radsport: „Italien wurde unter dem gellenden Pfeifkonzert der französischen Fans, die dieser korrekten Entscheidung nicht folgen wollten, zum Sieger dieses Laufes erklärt.“
Herausragend war die Leistung der Französin Félicia Ballanger, die zwei Goldmedaillen im Sprint wie im Zeitfahren errang und der damit dieses Double zum vierten Mal in Folge gelang. Zudem stellte sie über die 500 m einen neuen Weltrekord auf.

## Resultate Frauen
| Disziplin                | Platz | Land        | Athlet                        | Zeit                  |
| ------------------------ | ----- | ----------- | ----------------------------- | --------------------- |
| Sprint                   | 1     | Frankreich  | Félicia Ballanger             | 11,701 (1) 11,742 (2) |
|                          | 2     | Australien  | Michelle Ferris               |                       |
|                          | 3     | Kanada      | Tanya Dubnicoff               | 12,386 (1) 12,326 (2) |
| Zeitfahren (500 m)       | 1     | Frankreich  | Félicia Ballanger             | 34,010 WR             |
|                          | 2     | Kanada      | Tanya Dubnicoff               | 35,415                |
|                          | 3     | Australien  | Michelle Ferris               | 35,451                |
| Einerverfolgung (3000 m) | 1     | Australien  | Lucy Tyler-Sharman            | 3.35,225              |
|                          | 2     | Niederlande | Leontien Zijlaard-van Moorsel | 3.37,291              |
|                          | 3     | Deutschland | Judith Arndt                  | 3.35,676              |
| Punktefahren             | 1     | Spanien     | Teodora Ruano Sanchón         | 6 P.                  |
|                          | 2     | Mexiko      | Belem Guerrero                | + 1 Runde, 0 P.       |
|                          | 3     | Russland    | Olga Sljussarewa              | + 2 Runden, 35 P.     |

## Resultate Männer
| Disziplin                      | Platz | Land               | Athlet                                                                   | Zeit                  |
| ------------------------------ | ----- | ------------------ | ------------------------------------------------------------------------ | --------------------- |
| Sprint                         | 1     | Frankreich         | Florian Rousseau                                                         | 10,681 (1) 10,466 (2) |
|                                | 2     | Deutschland        | Jens Fiedler                                                             |                       |
|                                | 3     | Frankreich         | Laurent Gané                                                             | 10,775 (2) 10,749 (3) |
| Zeitfahren (1000 m)            | 1     | Frankreich         | Arnaud Tournant                                                          | 10,681 (1) 10,466 (2) |
|                                | 2     | Australien         | Shane Kelly                                                              |                       |
|                                | 3     | Vereinigte Staaten | Erin Hartwell                                                            | 10,775 (2) 10,749 (3) |
| Keirin                         | 1     | Deutschland        | Jens Fiedler                                                             |                       |
|                                | 2     | Lettland           | Ainārs Ķiksis                                                            |                       |
|                                | 3     | Frankreich         | Laurent Gané                                                             |                       |
| Olympischer Sprint             | 1     | Frankreich         | Vincent Le Quellec/Florian Rousseau/Arnaud Tournant                      | 44,338                |
|                                | 2     | Australien         | Danny Day/Shane Kelly/Graham Sharman                                     | 45,464                |
|                                | 3     | Deutschland        | Sören Lausberg/Stefan Nimke/Eyk Pokorny                                  | 45,210                |
| Einerverfolgung (4000 m)       | 1     | Frankreich         | Philippe Ermenault                                                       | 4.20,627              |
|                                | 2     | Frankreich         | Francis Moreau                                                           | 4.21,466              |
|                                | 3     | Deutschland        | Robert Bartko                                                            | 4.26,890              |
| Mannschaftsverfolgung (4000 m) | 1     | Ukraine            | Oleksandr Symonenko/Oleksandr Fedenko/ Serhij Matwjejew/Ruslan Pidhornyj | 4.02,895              |
|                                | 2     | Deutschland        | Daniel Becke/Guido Fulst/ Christian Lademann/Robert Bartko               | 4.08,160              |
|                                | 3     | Italien            | Mario Benetton/Adler Capelli/ Cristiano Citton/Andrea Collinelli         |                       |
| Punktefahren (50 km)           | 1     | Spanien            | Joan Llaneras                                                            | 19 P.                 |
|                                | 2     | Deutschland        | Andreas Kappes                                                           | + 1 Runde, 41 P.      |
|                                | 3     | Italien            | Silvio Martinello                                                        | + 1 Runde, 33 P.      |
| Zweier-Mannschaftsfahren       | 1     | Belgien            | Etienne De Wilde/Matthew Gilmore                                         | 34 P.                 |
|                                | 2     | Italien            | Silvio Martinello/Marco Villa                                            | 22 P.                 |
|                                | 3     | Deutschland        | Andreas Kappes/Stefan Steinweg                                           | 21 P.                 |

## Medaillenspiegel
| Rang | Land               | Gold | Silber | Bronze | Gesamt |
| ---- | ------------------ | ---- | ------ | ------ | ------ |
| 1    | Frankreich         | 6    | 1      | 2      | 9      |
| 2    | Spanien            | 2    |        |        | 2      |
| 3    | Deutschland        | 1    | 3      | 4      | 8      |
| 4    | Australien         | 1    | 3      | 1      | 5      |
| 5    | Belgien            | 1    |        |        | 1      |
| 5    | Ukraine            | 1    |        |        | 1      |
| 7    | Italien            |      | 1      | 2      | 3      |
| 8    | Kanada             |      | 1      | 1      | 2      |
| 9    | Lettland           |      | 1      |        | 1      |
| 9    | Mexiko             |      | 1      |        | 1      |
| 9    | Niederlande        |      | 1      |        | 1      |
| 12   | Vereinigte Staaten |      |        | 1      | 1      |
| 12   | Russland           |      |        | 1      | 1      |